# Andreas Gottlob Rudelbach
Andreas Gottlob Rudelbach (29 septembre 1792 Copenhague - 3 mars 1862 Slagelse, Zélande) est un théologien néo-luthérien dano-allemand.

## Biographie
Il fait ses études à la Metropolitanskolen et fréquente l'Université de Copenhague, où il reçoit le titre académique de privatdozent. Au cours de cette période, en collaboration avec Nikolai Frederik Severin Grundtvig, il édite le Theologisk Maanedskrift (13 vol., 1825 sqq.). En 1829, il est appelé au pastorat de Glauchau, en Saxe, où il contribue au Réveil religieux et à la révolte contre le rationalisme de l'époque, tout en s'opposant à toute séparation formelle d'avec l'Église luthérienne. En 1830, il aide à fonder la conférence pastorale de Muldenthal, mais une opposition se développe progressivement contre lui, en grande partie basée sur son dogme intransigeant sur le luthéranisme. En 1845, il démissionne de son pastorat et retourne au Danemark. De 1846 à 1848, il enseigne à l'Université de Copenhague la théologie dogmatique, mais la mort de son patron royal dans la dernière année l'expose aux attaques. Il accepte donc un appel au pastorat de Slagelse en 1848.
Il dirige le Zeitschrift für die gesammte lutherische Theologie und Kirche (en collaboration avec HEF Guericke, Leipzig, 1839 sqq.) et Christliche Biographie, i (1849), et écrit, en plus des ouvrages déjà mentionnés et de plusieurs volumes de sermons : Hieronymus Savonarola und seine Zeit (Hambourg, 1835); Réformation, Luthertum und Union (Leipzig, 1839); Historische-kritische Einleitung in die Augsburgische Konfession (Dresde, 1841); Amtliches Gutachten über die Wiedereinführung der Katechismus-Examina im Königreich Sachsen, nebst historischer Erörterung der Kathechismus-Anstalten in der evangelisch-lutherischen Kirche Deutschlands (1841); et Om Psalme-Literaturen og Psalmebogs-Sagen, historisk-kritiske Undersögelser (Copenhague, 1856).